# Manuel Rengifo
Manuel Rengifo y Cárdenas (Santiago, Reino de Chile, 31 de diciembre de 1793-Talca, Chile, 16 de marzo de 1845), conocido también como "el organizador de la hacienda pública", fue un político chileno, ministro de hacienda de los presidentes José Tomás Ovalle, Fernando Errázuriz Aldunate, José Joaquín Prieto y Manuel Bulnes.

## Primeros años de vida
Hijo de Francisco Javier Rengifo Ugarte y de Ana Josefa Cárdenas e Izarra. A los 15 años mantenía a su madre y a sus hermanos.
Después del desastre de la Batalla de Rancagua (1814) emigró a Mendoza, Argentina. Arruinado varias veces por motivos de malos negocios, su situación económica mejoró al organizar en Santiago el famoso café Rengifo-Melgarejo.

### Matrimonios e hijos
Manuel Rengifo se había casado en primeras nupcias con Dolores Vial Formas (padres de Manuel Rengifo Vial), viudo se casa con Rosario Vial Formas, ambas hijas de Agustín Vial Santelices. 

## Vida pública
El 19 de junio de 1830 fue nombrado ministro de Hacienda, en la administración de don José Tomás Ovalle. En este puesto le cupo hacer una inmensa labor. El país se encontraba en el más espantoso déficit económico cuando se hizo cargo del ministerio. Una de las obras más notables de Rengifo, como ministro de Hacienda, fue la reforma tributaria y aduanera. Conjuntamente con ella introdujo una rigurosa economía en los gastos públicos. Puso orden en el desbarajuste de la deuda pública, tanto interna como externa.
Ovalle, satisfecho con los logros del ministro Rengifo, lo mantuvo en el cargo hasta que falleció en 1831, tras esto Rengifo permaneció en la vicepresidencia de Fernando Errázuriz y en la presidencia oficial de José Joaquín Prieto.
La importancia de su labor hace que hasta hoy se diga que el ministro de Hacienda chileno ocupe el "Sillón de Rengifo".
Ocupó este ministerio el 19 de septiembre de 1831. Subrogó el Ministerio del Interior (13 de abril de 1833). El 28 de octubre de 1841 volvió a ser elegido ministro de Hacienda en el gobierno de don Manuel Bulnes Prieto, y subrogante en el Ministerio del Interior y Relaciones Exteriores (17 de diciembre de 1841). Su vida parlamentaria se resume en:
- Elegido diputado por Castro en 1828, pero no se incorporó.

- Diputado por Chiloé (1828-1829)

- Diputado por San Felipe (1840-1843)

- Senador (1834-1837, 1837-1843 y 1843-1852).

Falleció durante su periodo senatorial.